# Associazione Calcio Juvenes/Dogana
 (novembre 2016).
Si vous disposez d'ouvrages ou d'articles de référence ou si vous connaissez des sites web de qualité traitant du thème abordé ici, merci de compléter l'article en donnant les références utiles à sa vérifiabilité et en les liant à la section « Notes et références ».
Maillots
Actualités
L'AC Juvenes/Dogana est un club de football saint-marinais.

## Historique
- 2000 : fondation du club par fusion de la SS Juvenes et de la GS Dogana.

## Bilan sportif

### Palmarès
SS Juvenes
- Coupe de Saint-Marin (5)
  - Vainqueur : 1965, 1968, 1976, 1978 et 1984

- Supercoupe de Saint-Marin
  - Finaliste : 1990 et 1991

GS Dogana
- Coupe de Saint-Marin (2)
  - Vainqueur : 1977 et 1979

AC Juvenes/Dogana
- Championnat de Saint-Marin
  - Vice-champion : 2009, 2010 et 2015

- Coupe de Saint-Marin
  - Vainqueur : 2009 et 2011
  - Finaliste : 2008

- Supercoupe de Saint-Marin
  - Finaliste : 2011

### Bilan européen
Note : dans les résultats ci-dessous, le score du club est toujours donné en premier
| Saison    | Compétition  | Tour            | Club              | Domicile | Extérieur | Total  |
| --------- | ------------ | --------------- | ----------------- | -------- | --------- | ------ |
| 2008-2009 | Coupe UEFA   | Premier tour Q  | Hapoël Tel-Aviv   | 0 - 2    | 0 - 3     | 0 - 5  |
| 2009-2010 | Ligue Europa | Deuxième tour Q | Polonia Varsovie  | 0 - 1    | 0 - 4     | 0 - 5  |
| 2011-2012 | Ligue Europa | Deuxième tour Q | Rabotnički Skopje | 0 - 1    | 0 - 3     | 0 - 4  |
| 2015-2016 | Ligue Europa | Premier tour Q  | Brondby IF        | 0 - 2    | 0 - 9     | 0 - 11 |

Légende
- Victoire ou qualification pour le tour suivant
- Match nul
- Défaite ou élimination de la compétition

## Entraineurs
Liste des entraineurs.